# Stigmoplusia
Stigmoplusia is een geslacht van vlinders van de familie Uilen (Noctuidae), uit de onderfamilie Plusiinae.

## Soorten
- S. acalypta Dufay, 1972
- S. allocota Dufay, 1972
- S. antsalova (Dufay, 1968)
- S. chalcoides (Dufay, 1968)
- S. epistilba Dufay, 1972
- S. megista Dufay, 1975
- S. paraplesia Dufay, 1972